# Riksväg
| 75 |

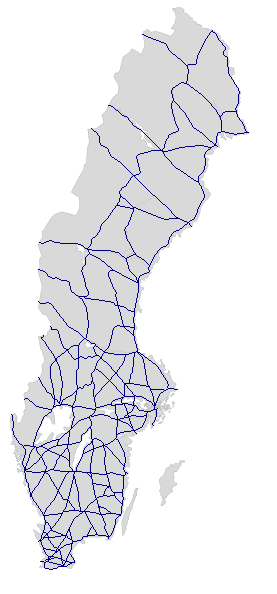
Schwedens Riksvägar und Europastraßen 2008

Ein Riksväg (Plural Riksvägar) ist in Schweden eine überregionale, staatliche Straßenverbindung, die wichtig für die Infrastruktur des Landes ist. Gewisse Riksvägar können Teile einer Europastraße sein.
Das Straßennetz der schwedischen Riksvägar (wörtlich Reichsstraßen, entsprechend etwa Bundesstraßen in Deutschland) hat eine Länge von fast 9000 km, die Europastraßen nicht mit eingerechnet. Sie werden seit 2010 vom Trafikverket, der schwedischen Straßen- und Eisenbahnnetzverwaltung, unterhalten, in der das frühere Vägverket aufging.
Nummerierte Riksvägar gab es bereits ab 1945; dazu zählten aber nur 14 Routen. Der bekannteste war Riksväg 1, auch Riksettan genannt, der von Helsingborg nach Stockholm führte und heute auf Teilabschnitten der vielerorts neu trassierten Europastraße 4 entspricht. Diese Riksvägar waren mit schwarzen Ziffern auf gelbem Grund markiert:
- Riksväg 1 „Riksettan“: Helsingborg–Jönköping–Norrköping–Stockholm
- Riksväg 2 „Rikstvåan“: Trelleborg–Svinesundsbron
- Riksväg 3 „Rikstrean“: Kropp (Helsingborg)–Hasslarp–Strövelstorp (Ängelholm)
- Riksväg 4 „Riksfyran“: Malmö–Kristianstad–Kalmar–Norrköping
- Riksväg 5 „Riksfemman“: Göteborg–Jönköping
- Riksväg 6 „Rikssexan“: Göteborg–Örebro–Södertälje
- Riksväg 7 „Rikssjuan“: Göteborg–Grums
- Riksväg 8 „Riksåttan“: Ödeshög–Hallsberg
- Riksväg 9 „Riksnian“: Årjäng–Örebro
- Riksväg 10 „Rikstian“: Örebro–Ludvika–Borlänge–Falun–Gävle
- Riksväg 11 „Rikselvan“: Arboga–Västerås–Enköping
- Riksväg 12 „Rikstolvan“: Stockholm–Enköping–Borlänge–Mora
- Riksväg 13 „Rikstretton“: Stockholm–Sundsvall–Haparanda
- Riksväg 14 „Riksfjorton“: Sundsvall–Storlien

1962 wurde das bis heute gültige System, markiert mit weißen Ziffern auf blauem Grund, in seinen Grundzügen eingeführt. Die Nummern sind dabei grundsätzlich von Süden nach Norden und von Westen nach Osten ansteigend und – mit Überlappungen – folgendermaßen über das Land verteilt:
| 01–20: | Skåne bis auf Höhe Helsingborg–Kristianstad              |
| 21–39: | Südliches Götaland bis Höhe Varberg–Jönköping–Norrköping |
| 40–59: | Nördliches Götaland und Södermanland bis zum Mälaren     |
| 60–80: | Svealand vom Mälaren bis nördl. Breite Mora–Gävle        |
| 81–99: | Norrland                                                 |

1962 wurden auch die ersten Europastraßen ausgewiesen, indem den Nummern der für internationalen Verkehr bedeutsamsten Riksvägar ein E vorangestellt wurde (nach damaliger Nummerierung E3, E4, E6, E18 und E75; später kamen E14, E66 und E79 hinzu). In Folge kam es immer wieder zu Änderungen durch Umnummerierung, Zusammenlegung oder Heraufstufung von Provinzstraßen (schwedisch länsvägar) zu Reichsstraßen, in größerem Umfang 1985, sowie 1992 im Zusammenhang mit der Einpassung der Europastraßennummerierung in das internationale System (wobei in Schweden nur die Nummern der E4, E6 und E18 unverändert blieben).
Auch seit 1992 gab es immer wieder einzelne Änderungen. Zwischen 2001 und 2006 wurde der Verlauf der Riksvägar 26, 27, 50 und 56 geändert, die Nummern 45 und 81 (wurden zur Europastraße 45 aufgewertet), 60 und 67 existieren seither nicht mehr. 2007 gab es erhebliche Änderungen beim Verlauf der Riksvägar 23, 34, 37, 40 und 47, die Riksvägar 33 und 36 gingen in diesen auf. Zur bislang (Stand Juni 2016) letzten Änderung kam es 2012, als die vormaligen Riksvägar 71 und 80 zur Europastraße 16 aufgewertet wurden, der kurze Riksväg 16 in einen Länsväg umgewandelt und die Riksvägar 15 und 69 neu ausgewiesen wurden.
Der Standard der Riksvägar variiert sehr und kann alles von einer Straße mit Autobahnstandard (schwedisch motorväg) bis hin zu einer schmalen Landstraße mit Gegenverkehr bedeuten. Neu angelegte Riksvägar sollen mindestens acht Meter breit und asphaltiert sein.
Weitere Fakten:
- Öland und Gotland haben keine Riksvägar.
- Norrbottens län hat insgesamt 1427 km Riksvägar und damit das längste Straßennetz mit Riksvägar in Schweden.
- Der längste Riksväg hat die Nummer 26 und verbindet Halmstad mit Mora, Länge 560 km.
- Der kürzeste Riksväg hat die Nummer 75 und ist der Södra-Länken-Tunnel in Stockholm, Länge 9 km.
- Die älteste Fernverkehrsstraße von Stockholm nach Süden war der mittelalterliche Göta landsväg.